# Кузнецов, Герман Серапионович
Ге́рман Серапио́нович Кузнецо́в (род. 25 марта 1948) — российский предприниматель, ранее киргизский политический деятель. Исполняющий обязанности председателя КГБ Киргизской ССР (1991). Вице-президент Кыргызстана (1991—1992). Депутат Верховного Совета Киргизской ССР 12-го созыва.

## Биография
Герман Кузнецов родился 25 марта 1948 года в Иваново. По национальности русский. В 1967 году он окончил Артёмовский техникум железнодорожного транспорта. С 1973 года являлся членом КПСС.
С 1966 по 1970 год работал электромонтёром Одесско-Кишинёвской железной дороги, электротехником на заводе в Саратове, электромонтёром. С 1968 по 1970 год проходил срочную службу в Советской армии. С 1970 года электромонтёр, инженер-конструктор, старший инженер и заместитель начальника отдела Красноярского завода телевизоров. С 1972 года также являлся заместителем секретаря комитета ВЛКСМ Красноярского завода телевизоров. В 1976 году закончил Красноярский политехнический институт.
С 1975 года на партийной работе: заместитель секретаря парткома Красноярского производственного объединения «Искра», инструктор отдела агитации и пропаганды Красноярского крайкома КПСС, секретарь парткома Красноярского комбайнового завода. С 1982 года работал первым секретарём Дивногорского горкома КПСС. С 1985 года — слушатель аспирантуры Академии общественных наук при ЦК КПСС. В феврале 1987 года он закончил академию.
В том же году назначен вторым секретарём Фрунзенского горкома Коммунистической партии Киргизской ССР. С 19 августа по 6 сентября 1991 года — исполняющий обязанности председателя Комитета государственной безопасности Киргизской ССР.
С января 1991 года по февраль 1992 года Герман Кузнецов являлся вице-президентом Киргизской Республики. 27 февраля 1992 года президент Кыргызстана Аскар Акаев назначил Феликса Кулова новым вице-президентом страны.
В 1991—1992 годах — член Президентского Совета КР.
С марта 1992 года по 1993 год работал первым вице-премьером Киргизии (по вопросам экономической политики). В июле 1993 года он переехал в Москву.
С июля 1993 по март 1994 года — первый заместитель председателя Государственного комитета РФ по экономическому сотрудничеству с государствами-членами СНГ, затем заместитель министра РФ по сотрудничеству с государствами-участниками СНГ. С марта 1996 года являлся заместителем министра финансов РФ, с декабря 1996 года также был руководителем Гохрана России. В ноябре 1999 года освобождён от всех занимаемых должностей.
В дальнейшем Кузнецов являлся главой одного из подразделений компании ЗАО АК «АЛРОСА» («Алмазы России — Саха»). С марта 2000 года — первый заместитель председателя правления Национального резервного банка. С июня 2001 года являлся вице-президентом Российского союза предпринимателей и промышленников. С мая 2002 года по август 2003 года — первый вице-президент компании ЗАО АК «АЛРОСА» (по корпоративному управлению, долгосрочным инвестициям и обороту ценных бумаг) и член наблюдательного совета ОАО «Севералмаз». С августа 2003 года занимался предпринимательской деятельностью.
Решением Орского городского Совета депутатов № 51-822 от 21 августа 2019 года Герману Кузнецову присвоено муниципальное почётное звание «Почётный гражданин города Орска».

## Личная жизнь
Женат, имеет двое детей.

## Награды
Награждён медалью ордена «За заслуги перед Отечеством» и почётной грамотой правительства РФ.